# Jil Teichmann
Jil Belen Teichmann (* 15. Juli 1997 in Barcelona, Spanien) ist eine Schweizer Tennisspielerin.

## Karriere
Teichmann machte bereits als Juniorin auf sich aufmerksam, als sie 2014 die renommierten Porto Alegre Junior Championships gewann und anschliessend bei den US Open an der Seite von İpek Soylu bei der Doppelkonkurrenz der Juniorinnen triumphierte. In der Junioren-Tennisweltrangliste kletterte sie daraufhin bis auf Platz drei nach oben. Bereits 2008 sammelte sie erste Erfahrungen auf der ITF Women’s World Tennis Tour, 2015 errang sie ihren ersten Profititel.
2016 gab Teichmann in der Qualifikation von Bogotá ihr Debüt auf der WTA-Tour und schied in der ersten Runde aus. Im selben Jahr gewann sie nacheinander zwei ITF-Titel der $25'000-Kategorie in Montpellier und Périgueux und gab dort in insgesamt zehn Partien nur einen Satz ab. Mit dem verbesserten Ranking konnte sie in New York zum ersten Mal in der Qualifikation eines Grand-Slam-Turniers antreten, verlor dort aber schon zum Auftakt. 2017 stand sie dann in Bogotá erstmals im Hauptfeld eines WTA-Turniers, musste sich in der ersten Runde aber Kateřina Siniaková chancenlos geschlagen geben. Beim ITF-Turnier der $100'000-Kategorie in Cagnes-sur-Mer verlor sie gegen Beatriz Haddad Maia.
Ihren ersten Sieg im Hauptfeld eines WTA-Turniers errang Teichmann 2018 in Acapulco durch einen Zweisatzerfolg über Jana Fett. Bei den US Open überstand sie nach sechs verpassten Anläufen erstmals die Qualifikation für das Hauptfeld eines Grand-Slam-Turniers und landete dort gegen Dalila Jakupović sogleich ihren ersten Sieg, bevor sie sich in der zweiten Runde Kaia Kanepi geschlagen geben musste. 2019 gelang Teichmann beim Turnier in Prag schliesslich der internationale Durchbruch, als sie aus der Qualifikation kommend ihren ersten WTA-Titel gewinnen konnte. Nach Erfolgen über Swetlana Kusnezowa und Barbora Strýcová setzte sie sich im Endspiel in drei Sätzen gegen Karolína Muchová durch. Durch den Erfolg rückte Teichmann erstmals in die Top 100 der Weltrangliste vor. Nur wenige Monate später folgte in Palermo, wo sie im Final mit Kiki Bertens erstmals eine Top-10-Spielerin schlagen konnte, ihr zweiter Titelgewinn. Im Anschluss erreichte sie mit Rang 54 ihre bisher beste Weltranglistenplatzierung, konnte aber ihre gute Form auf Sandplatz bei der abschliessenden Hartplatzsaison in Nordamerika und Asien nicht halten.
Im August 2021 gelang ihr mit der Finalqualifikation am WTA-1000-Turnier in Cincinnati ihr bislang grösster Erfolg. Sie schlug auf dem Weg ins Endspiel Naomi Ōsaka (Nr. 2 der Welt), Belinda Bencic (Nr. 12) und Karolína Plíšková (Nr. 4). Sie verlor das Endspiel gegen die Nr. 1 der Welt Ashleigh Barty in zwei Sätzen.
2018 wurde Teichmann für das Duell gegen Tschechien erstmals in die Schweizer Fed-Cup-Mannschaft einberufen; ihre Billie-Jean-King-Cup-Bilanz weist bislang 10 Siege bei 2 Niederlagen aus.

## Erfolge

### Einzel

#### Turniersiege
| Nr. | Datum              | Turnier                  | Kategorie         | Belag | Finalgegnerin          | Ergebnis       |
| --- | ------------------ | ------------------------ | ----------------- | ----- | ---------------------- | -------------- |
| 1.  | 30. August 2015    | Braunschweig             | ITF $15'000       | Sand  | Jekaterina Alexandrowa | 6:3, 6:3       |
| 2.  | 19. Juni 2016      | Montpellier              | ITF $25'000+H     | Sand  | Montserrat González    | 6:2, 7:66      |
| 3.  | 25. Juni 2016      | Perigueux                | ITF $25'000       | Sand  | Olga Sáez Larra        | 6:3, 6:3       |
| 4.  | 6. November 2016   | Hammamet                 | ITF $10'000       | Sand  | Diana Enache           | 6:4, 6:4       |
| 5.  | 23. April 2017     | Chiasso                  | ITF $25'000       | Sand  | Kathinka von Deichmann | 2:6, 6:3, 6:2  |
| 6.  | 31. März 2019      | Santa Margherita di Pula | ITF W25           | Sand  | Kaja Juvan             | 7:63, 6:0      |
| 7.  | 4. Mai 2019        | Prag                     | WTA International | Sand  | Karolína Muchová       | 7:65, 3:6, 6:4 |
| 8.  | 28. Juli 2019      | Palermo                  | WTA International | Sand  | Kiki Bertens           | 7:63, 6:2      |
| 9.  | 5. Mai 2024        | Santa Margherita di Pula | ITF W35           | Sand  | Andrea Lázaro García   | 6:3, 6:4       |
| 10. | 15. September 2024 | Ljubljana                | WTA Challenger    | Sand  | Nuria Párrizas Díaz    | 7:68, 6:4      |
| 11. | 9. Februar 2025    | Mumbai                   | WTA Challenger    | Hart  | Mananchaya Sawangkaew  | 6:3, 6:4       |

#### Finalteilnahmen
| Nr. | Datum           | Turnier    | Kategorie         | Belag     | Turniersiegerin | Ergebnis |
| --- | --------------- | ---------- | ----------------- | --------- | --------------- | -------- |
| 1.  | 16. August 2020 | Lexington  | WTA International | Hartplatz | Jennifer Brady  | 3:6, 4:6 |
| 2.  | 22. August 2021 | Cincinnati | WTA 1000          | Hartplatz | Ashleigh Barty  | 3:6, 1:6 |

### Doppel
| Nr. | Datum            | Turnier       | Kategorie      | Belag             | Partnerin             | Finalgegnerinnen                   | Ergebnis          |
| --- | ---------------- | ------------- | -------------- | ----------------- | --------------------- | ---------------------------------- | ----------------- |
| 1.  | 30. August 2013  | Caslano       | ITF $10'000    | Sand              | Chiara Grimm          | Sara Ottomano Barbora Štefková     | 6:4, 4:6, [10:4]  |
| 2.  | 26. April 2014   | Chiasso       | ITF $25'000    | Sand              | Chiara Grimm          | Alice Matteucci Camilla Rosatello  | 7:5, 6:3          |
| 3.  | 22. August 2015  | Leipzig       | ITF $15'000    | Sand              | Priscilla Hon         | Pia König Conny Perrin             | 6:1, 6:4          |
| 4.  | 7. Oktober 2016  | Pula          | ITF $25'000    | Sand              | Tamara Zidanšek       | Claudia Giovine Camilla Rosatello  | 6:2, 6:4          |
| 5.  | 5. November 2016 | Hammamet      | ITF $10'000    | Sand              | Guadalupe Pérez Rojas | Tamara Čurović Barbara Kötelesová  | 6:1, 4:6, [11:9]  |
| 6.  | 27. Januar 2018  | Newport Beach | WTA Challenger | Hartplatz         | Misaki Doi            | Jamie Loeb Rebecca Peterson        | 7:64, 1:6, [10:8] |
| 7.  | 11. Juli 2021    | Hamburg       | WTA 250        | Sand              | Jasmine Paolini       | Astra Sharma Rosalie van der Hoek  | 6:0, 6:4          |
| 8.  | 22. Oktober 2023 | Cluj-Napoca   | WTA 250        | Hartplatz (Halle) | Jodie Burrage         | Léolia Jeanjean Walerija Strachowa | 6:1, 6:4          |

## Abschneiden bei Grand-Slam-Turnieren

### Einzel
| Turnier         | 2016 | 2017 | 2018 | 2019 | 2020 | 2021 | 2022 | 2023 | 2024 | 2025 | Karriere |
| --------------- | ---- | ---- | ---- | ---- | ---- | ---- | ---- | ---- | ---- | ---- | -------- |
| Australian Open | —    | Q1   | Q1   | Q1   | 1    | 1    | 2    | 2    | Q2   | Q3   | 2        |
| French Open     | —    | Q3   | Q1   | Q1   | 1    | —    | AF   | 1    | Q3   | 2    | AF       |
| Wimbledon       | —    | —    | —    | 1    |      | 1    | 1    | 1    | Q1   | 1    | 1        |
| US Open         | Q1   | Q1   | 2    | 1    | 1    | 2    | 1    | Q1   | Q2   |      | 2        |

Zeichenerklärung: S = Turniersieg; F, HF, VF, AF = Einzug in den Final / Halbfinal / Viertelfinal / Achtelfinal; 1, 2, 3 = Ausscheiden in der 1. / 2. / 3. Hauptrunde; Q1, Q2, Q3 = Ausscheiden in der 1. / 2. / 3. Qualifikationsrunde; nicht ausgetragen

### Doppel
| Turnier         | 2019 | 2020 | 2021 | 2022 | 2023 | Karriere |
| --------------- | ---- | ---- | ---- | ---- | ---- | -------- |
| Australian Open | —    | 1    | 1    | 1    | 2    | 2        |
| French Open     | —    | 2    | —    | 2    | —    | 2        |
| Wimbledon       | —    |      | —    | —    | —    | —        |
| US Open         | 2    | —    | 1    | 1    | —    | 2        |

## Weltranglistenpositionen am Saisonende
| Jahr   | 2013 | 2014 | 2015 | 2016 | 2017 | 2018 | 2019 | 2020 | 2021 | 2022 | 2023 | 2024 |
| ------ | ---- | ---- | ---- | ---- | ---- | ---- | ---- | ---- | ---- | ---- | ---- | ---- |
| Einzel | 789  | 586  | 439  | 221  | 142  | 144  | 71   | 57   | 37   | 35   | 143  | 135  |
| Doppel | 1064 | 531  | 363  | 221  | 298  | 207  | 288  | 166  | 110  | 106  | 136  | 447  |

## Persönliches
Teichmann wurde in Barcelona geboren und lebte 16 Jahre lang dort. Ihre Eltern sind beide Schweizer: Vater Jacques stammt aus Dübendorf, Mutter Regula aus Illnau-Effretikon.